# 스탠리 밀그램
스탠리 밀그램(Stanley Milgram, 1933년 8월 15일 ~ 1984년 12월 20일)은 미국의 사회심리학자이다. 하버드 대학교 재직 중 '작은 세상 현상'을, 예일 대학교 재직 중에는 '복종 실험'으로도 불리는 밀그램 실험(Milgram experiment)을 수행해 대단한 사회적 파문을 일으켰다. 1984년 심장마비로 뉴욕에서 사망했다.

## 생애

### 어린 시절
스탠리 밀그램은 1933년 뉴욕에서 유대인 가정에서 헝가리인 아버지와 루마니아인 어머니의 아이로 태어났다. 밀그램의 아버지, 사무엘은 빵집 주인으로 일하며 얼마 되지 않는 수입으로 1953년 사망할 때까지 가족을 부양하였다.(그 이후로 스탠리의 어머니, 아델이 빵집을 이어 받아 운영했다.) 밀그램은 성적도 우수하고 또래 사이에서도 뛰어난 리더였다. 1954년, 밀그램은 뉴욕 시립 대학 퀸즈 칼리지에서 수업료를 면제받으며 졸업하여 정치과학 학사학위를 받았다. 그는 하버드 대학교 사회 심리학의 심리학 박사과정에 지원하였고, 처음에는 심리학 분야의 불충분한 사전학습 때문에 거절되었다.(그는 퀸즈 칼리지 재학 중에 하나의 심리학 학부 수업도 듣지 않았다.) 그러나 결국 그는 1954년 하버드대에 하버드 특별학생처의 학생으로 입학하였다.

### 교수로서의 삶
1960년, 밀그램은 하버드대에서 사회심리학 분야 심리학 박사학위를 받았다. 아마도 그의 논쟁을 불러일으키는 밀그램 실험 때문에, 하버드대에서 조교수가 된 이후 교수직이 거절된 것으로 보인다. 그러나 뉴욕시립대학교 대학원에서 종신 교수직을 제의했고, 밀그램은 이를 받아들였다.(Blass, 2004) 밀그램은 솔로몬 애쉬, 고든 올포트를 비롯하여 심리학계에 많은 중요한 영향을 끼쳤다.
그 외에도 밀그램은 복종 연구를 도운 그의 첫 대학원 조수, 앨런 C. 엘름스를 비롯한 수 많은 심리학자들에게 영향을 끼쳤다. 밀그램은 1984년 12월 20에 심장기능부전으로, 그가 태어난 뉴욕 시에서 사망하였다.
그의 아내는 알렉산드라 “사샤” 밀그램이고 두 아이가 있었다.

## 밀그램의 복종 실험
1963년 밀그램은 '복종에 관한 행동의 연구'라는 논문으로 자신의 '복종 실험' 결과를 발표한다. 이후 그는 실험의 비윤리성으로 미국 정신분석학회로부터 한 해 동안 자격 정지를 당했다. 10년 뒤인 1974년에 '권위에의 복종'(Obedience to Authority)이라는 책을 출간하였고 그의 실험은 이후 여러 심리 실험의 원형이 되었다.

## 작은 세상 현상
6단계 분리 이론 개념은 미국에서 지인의 연결고리를 추적하는 1967년의 밀그램의 “작은 세상 실험”에서 시작되었다. 실험에서는, 밀그램이 몇 개의 소포를 네브래스카 오마하에 사는 사람 가운데 무작위적으로 선택한 160명에게 보내고, 최종 목적인인 매사추세츠 보스턴의 증권중개인과 더 가까울 것 같은 지인에게 소포를 전달해 달라고 요청하였다.
밀그램의 6단계 분리 이론은 심각하게 비판받았다. 그는 많은 소포를 추적하지 않았고, 그 결과, 과학자들은 “6단계” 분리 이론의 존재 자체를 의심하였다. Elizabeth DeVita–Raebu는 밀그램 박사의 실험에는 잠재적인 문제가 있다고 말했다.
2008년에 마이크로소프트의 연구에 의해 .NET 메신저 서비스의 사용자간의 평균 접촉 고리가 6.6명임이 밝혀졌다.

## 도시 과부하 가설
1970년 발표한 스탠리 밀그램의 '도시에서의 삶에 대한 연구'(The Experience of Living in Cities)인 도시 과부하 가설(Urban Overload Hypothesis)은 도시의 밀집된 과잉 인구속에서는 그렇지않은 환경에서 보다 더 자극에 노출된 효과로 인하여 그러한 자극을 수용하고 방어하는 맥락에서 도시인들이 더 방어적이고 단절되 보이는 경향을 선택할 확률이 높다는 견해를 언급한바있다.

## 같이 보기
- 군중심리학
- 밀그램 실험
- 필립 짐바르도
- 스탠퍼드 감옥 실험(SPE, 루시퍼 이펙트)
- 시그모이드 함수
- 방관자 효과
- 티핑 포인트
- 깨진 유리창 이론
- 작은 세상 네트워크
- 솔로몬 애쉬